# Золота доба євреїв в Іспанії

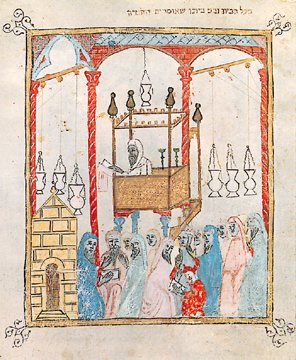
Зображення хазана, oj читає Великодню Агаду в Аль-Андалусії, Барселонська агада XIX століття

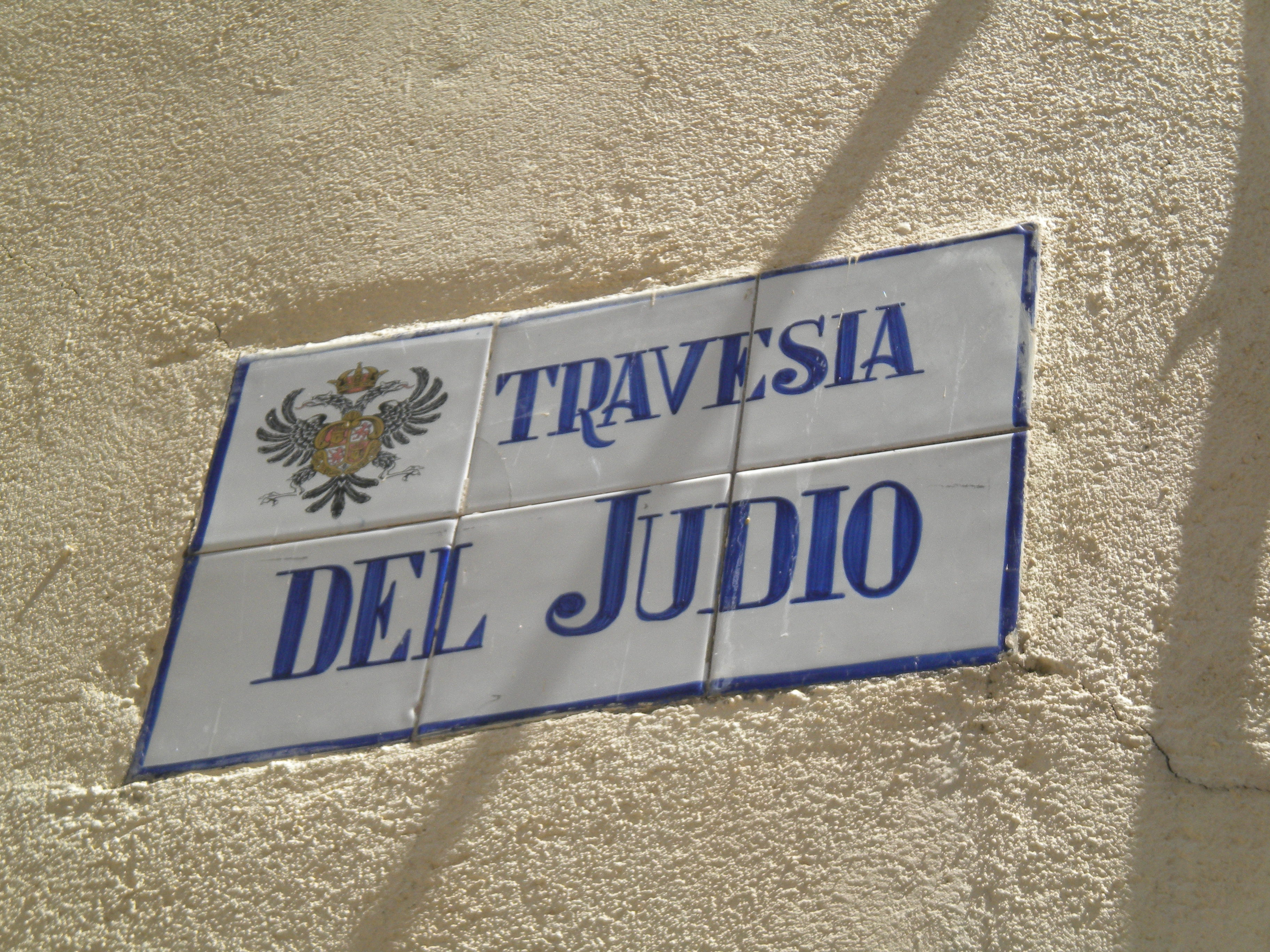
Вуличний покажчик єврейської вулиці в Толедо

Золота доба євреїв в Іспанії — період розквіту єврейської культури в Іспанії за часів європейського Середньовіччя в період мусульманського правління на більшій частині Піренейського півострова. У той час євреї були визнаною частиною мусульманського суспільства, а єврейське релігійне, культурне й економічне життя процвітало.
Характер і тривалість цього «золотого століття» є спірними серед істориків. Вчені датують початок золотої доби або 711-718 (після мусульманського завоювання Іберії), або 912 (правління Абд ар-Рахмана III).
Кінець золотої доби також датується по-різному: 1031 (кінець Кордовского халіфату), 1066 (Різанина євреїв в Гранаді ), 1090-ті (вторгнення Альморавідів) або серединою XII століття (вторгнення Альмохадів).

## Відомі особистості
У цей період в Іспанії жило багато єврейських мудреців, філософів, вчених та поетів, серед них були такі:
- Ієхуда Галеві
- Моше бен Нахман
- Маймонід
- Шломо Ібн Гебіроль
- Моше Ібн Езра
- Авраам ібн Езра
- Хасдай ібн Шапрут
- Шмуель ха-Нагід
- Веніамін Тудельський
- Бахье ібн Пкуда
- Іцхак Абрабанель